# Brede Economische en Handelsovereenkomst
Het Brede Economische en Handelsovereenkomst (Comprehensive Economic and Trade Agreement (CETA)) is een  vrijhandelsakkoord tussen Canada en de Europese Unie en haar lidstaten. Het verdrag is ondertekend, maar nog niet formeel in werking getreden. Wel worden grote delen sinds 21 september 2017 voorlopig toegepast. Op de Europees-Canadese top van 26 september 2014 in Ottawa werd de onderhandelde ontwerptekst van het verdrag vastgesteld. Het verdrag is ondertekend op 30 oktober 2016 en kwam op 21 september 2017, grotendeels, in werking.
Het verdrag is bedoeld om de handel te bevorderen en zou ook werkgelegenheid scheppen. Toch is heel wat tegenstand gerezen van onder meer ngo's en boerenverenigingen.
In tegenstelling tot een klassiek vrijhandelsverdrag, omvat dit akkoord ook een reeks afspraken inzake investeringen en intellectueel eigendom.

## Geschiedenis

### Onderhandelingen
De formele onderhandelingen werden aangekondigd op de Canada-EU-top van Praag, op 6 mei 2009. Eerder was reeds in principe overeengekomen een verruimd handelsakkoord te sluiten (het Trade and Investment Enhancement Agreement, TIEA, 2004-2006). Sedert 1998 waren verschillende rapporten gepubliceerd, het laatste in 2008, in samenwerking tussen de Europese Commissie en de regering van Canada.
Het finale akkoord werd op 26 september 2014 voorgesteld door de Canadese premier Stephen Harper en EU-Commissievoorzitter Barroso. De ontwerptekst, nadien nog bijgeschaafd en aangevuld, werd na volledige vertaling uiteindelijk eind oktober 2016 ondertekend. Daarna ging het ontwerpverdrag voor goedkeuring naar het Europees Parlement en Raad van de Europese Unie en ter ratificatie naar de EU lidstaten en Canada.

### Publicatie
Hoewel de lobby van Europese en Canadese CEO's CERT vanaf het begin bij de onderhandelingen betrokken lijkt te zijn, werd de tekst van het ontwerpverdrag lange tijd geheim gehouden. Enkel de hoofdlijnen van het verdrag werden aan het publiek bekendgemaakt. De bepalingen inzake intellectuele eigendom raakten in 2009 bekend via WikiLeaks. Pas in oktober 2013 werden de grote lijnen van het ontwerpverdrag officieel meegedeeld. Op 14 augustus 2014 publiceerde het Duitse tv-kanaal ARD een intern EU-document met de volledige tekst. Ruim een maand later gaf de Europese Commissie een eerste tekst uiteindelijk vrij.
Op 28 oktober 2016 publiceerde de Raad van de Europese Unie bij een persmededeling de uiteindelijke verdragtekst en een aantal aanvullende verklaringen.

## Economisch belang
Eens in werking, zou het akkoord 99% van de bestaande tariefbarrières tussen beide partijen opruimen.
Voor Canada is de Europese Unie als geheel de op een na belangrijkste handelspartner. CETA is voor Canada het grootste bilateraal handelsakkoord sedert NAFTA.
De Europese Commissie liet in juni 2011 de economische impact van het handelsakkoord onderzoeken door externe experts (Sustainability Impact Assessment, SIA) Het rapport maakt een prognose van een aantal macro-economische en sectoriële effecten; de EU zou een toename van het BNP met 0,02–0,03% kunnen tegemoet zien, voor Canada zou de toename 0,18–0,36% bedragen.
Voor Nederland levert het akkoord volgens minister Ploumen van Buitenlandse Handel de Nederlandse economie jaarlijks tot 1,2 miljard euro op. Nederland is dan ook een belangrijke investeerder in Canada en afnemer van Canadese producten.
België was in 2013 de 6e Europese leverancier van Canada (7,5% van de Europese export, EU-28). Belgische ondernemers zien het verdrag dan ook hoopvol tegemoet.  
De Belgische landbouwsector vreest echter voor een negatieve impact op de varkenssector.

## Controverse

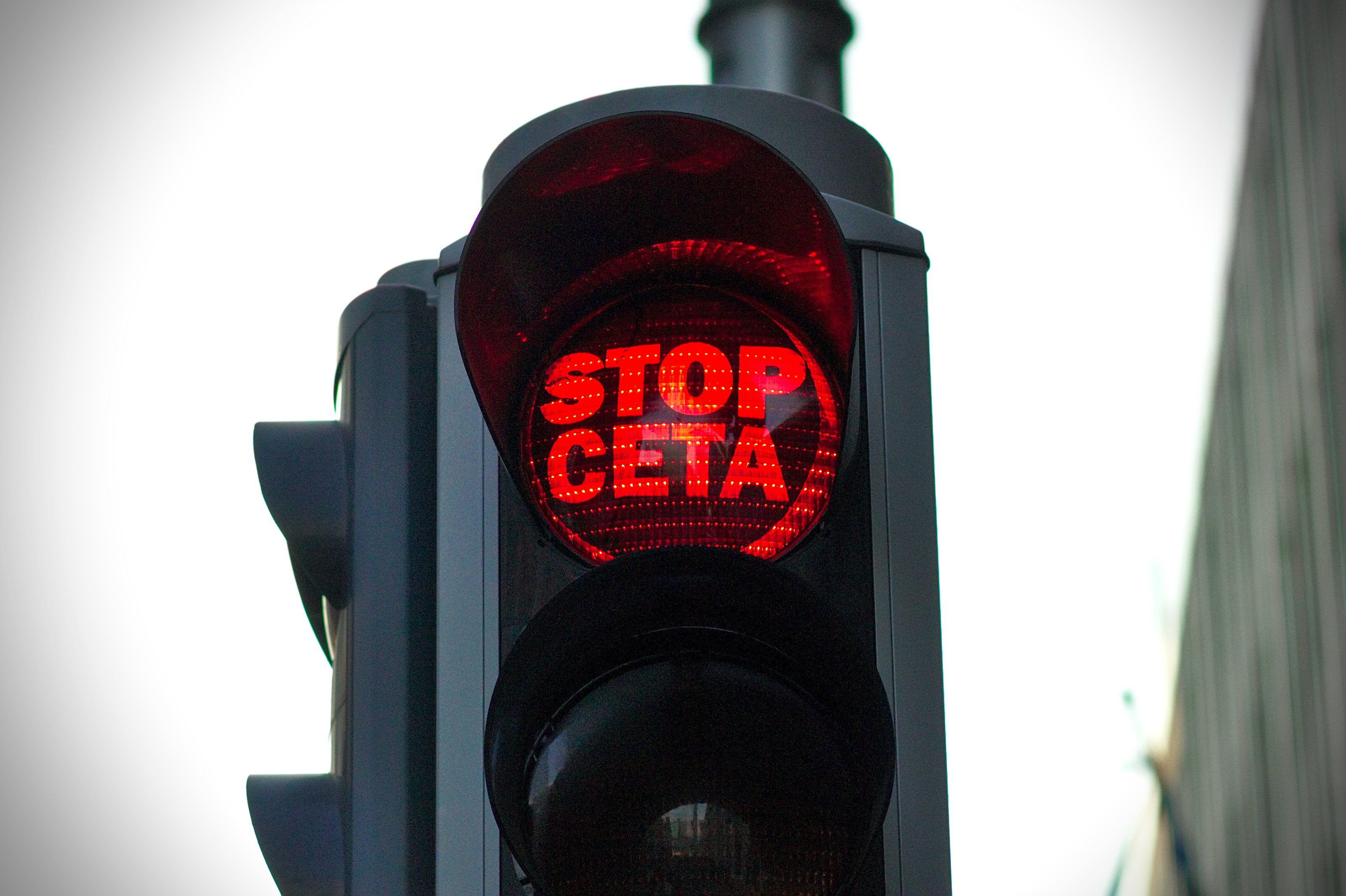
Protest tegen CETA in Brussel

### Intellectuele eigendom
Nog voor de volledige tekst kenbaar was, werd door de Electronic Frontier Foundation ervan uitgegaan dat het verdrag op het gebied van auteursrechten bepalingen zou omvatten, vergelijkbaar met het omstreden ACTA-verdrag. Hiertegen werd door een aantal zowel Canadese als Europese NGO's bezwaar aangetekend, waarbij verwezen wordt naar eerdere controverses over DMCA, PIPA, SOPA en TRIPs. In oktober 2013 liet de EU-Commissie weten dat die bepalingen niet zouden worden opgenomen.

### Milieu
Hier betreffen de discussiepunten vooral de voorgestelde regelingen inzake hormonenvrij vlees en anderzijds de ggo's. Ook het gebrek aan internalisering van de milieukosten van de verhoogde vrijhandel, leidt tot twijfel over de economische optimaliteit en eventuele winstgevendheid van het akkoord.
Anderzijds werd op 26 september 2018 in het verdrag wel een vermelding opgenomen dat beide partijen de verplichtingen van het Akkoord van Parijs zullen nakomen. Klimaatjuristen twijfelen er echter aan in hoeverre de EU deze verplichtingen kan en zal afdwingen. Het klimaatakkoord vergt immers vaak een aanpassing van nationale wetgevingen, waarover het verdrag geen zeggingskracht heeft.

### Arbitrage
Teneinde investeerders financieel te beschermen, was aanvankelijk voorzien dat schadeclaims van ondernemingen tegen staten beslecht zouden worden voor niet-publieke arbitragetribunalen, tegen wie geen beroep mogelijk is (via een ISDS-regeling). In latere versies werd de procedure meer transparant gemaakt. Over ISDS zijn binnen de EU ernstige meningsverschillen gerezen: EU-commissaris voor Handel Malmström verdedigt de regeling, terwijl onder meer de Duitse minister voor Economische Zaken Sigmar Gabriel reserves uit. EU-Commissievoorzitter Juncker besloot de ISDS-regeling voorlopig op te schorten, maar Malmström insisteert dat enkel minieme wijzigingen nog mogelijk zijn.
Omdat echter vanwege het omstreden arbitragemechanisme (ISDS) een goedkeuring door het Europees Parlement problematisch werd, is begin 2016 in alle discretie een wijziging onderhandeld met de nieuwe Canadese regering-Trudeau, waarbij de ISDS-clausule nu vervangen wordt door het investment court system.

### Indirecte onteigening
Het ontwerpverdrag voorziet ook dat staten mogelijk een compensatie moeten verlenen aan investeerders voor indirecte onteigening (indirect expropriation). Dat is in principe het geval voor elke overheidsinvestering die geen redelijke winst oplevert. In de eindtekst worden overheidsinvesteringen in het algemeen belang (gezondheid, veiligheid, milieu) van deze bepaling vrijgesteld, op voorwaarde dat de investering niet tegen individuele investeerders is gericht. Toch blijft hierover grote ongerustheid bestaan.

### Soevereiniteitsverlies
Landen die deelnemen aan CETA zouden een deel van hun soevereiniteit afstaan aan een supranationale rechtbank (het Investment Court System of Multilateral Investment Court) die de verdragsregels boven het nationale recht kan plaatsen, inclusief de grondwet. Zo hebben bedrijven volgens het ontwerpverdrag recht op een eerlijke en billijke behandeling (artikel 8.10). Als er nieuwe wetgeving wordt aangenomen die de toekomstige winst van een bedrijf vermindert, zal het land de buitenlandse investeerder moeten vergoeden alsof de nieuwe regels er niet geweest waren. De maatstaf hierbij zijn de legitieme verwachtingen van de investeerder en de specifieke voorstelling die een land gemaakt heeft om de investering aan te trekken (artikel 8.10.4). Dan riskeert een presentatie door een ambtenaar een investering voor eeuwig te immuniseren tegen de gevolgen van om het even welke wetgeving, al was het een grondwettelijke norm of een nieuw klimaatverdrag.

### Nieuwe standaard
Als CETA wordt aangenomen, zal het effect ervan via de clausule van meest begunstigde natie (MBN) doorwerken tot ver buiten de EU-Canada-relaties. MBN is de hoeksteen van bilaterale investeringsverdragen naar het model van de WTO en zorgt ervoor dat zulke verdragen automatisch mee evolueren als een van de verdragspartijen aan om het even wie een statuut toekent dat gunstiger is voor investeerders. De door CETA ontworpen rechten voor investeerders zijn op verschillende vlakken ingrijpend genoeg om de nieuwe MBN-standaard te worden, waardoor Canada en de EU verplicht zouden zijn om dezelfde rechten toe te kennen aan investeerders uit landen aan wie ze een MBN-belofte hebben gedaan.

## Protest

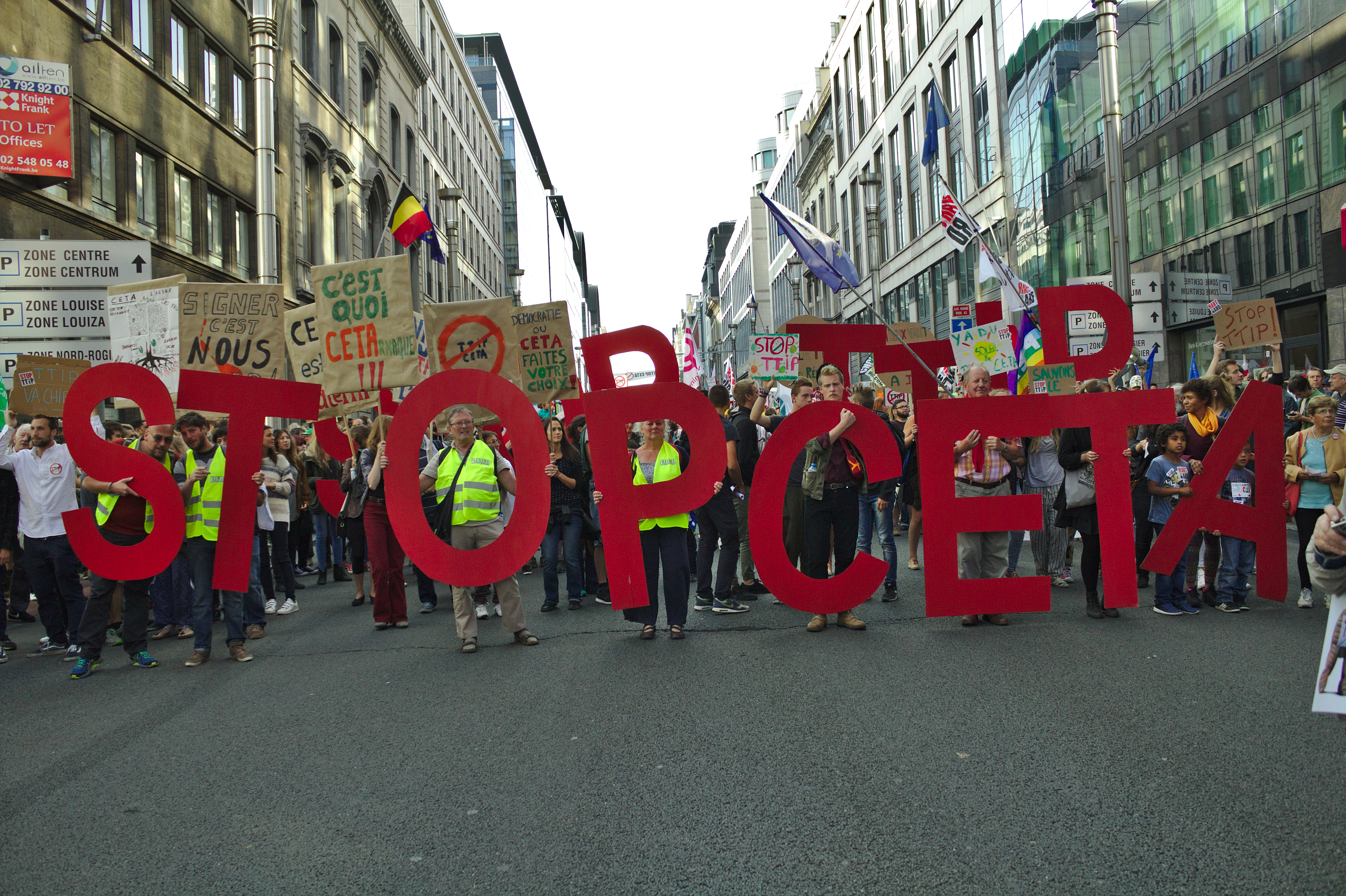
Protest tegen het CETA-akkoord

Verschillende organisaties, politieke partijen en burgers voerden reeds actie tegen de invoering van het vrije handelsakkoord. In Brussel werd een betoging georganiseerd waar 10.000 à 15.000 mensen aan deelnamen. Ook in andere landen wordt er geprotesteerd. In Duitsland bijvoorbeeld kwamen meer dan 320.000 mensen op straat.
In Nederland vormden Meer Democratie, Milieudefensie, Foodwatch en Transnational Institute in 2015 het TTIP CETA Referendum Platform om een raadgevend referendum over CETA af te dwingen als het verdrag aangenomen zou worden door de Eerste en Tweede Kamer. Later sloten negen andere organisaties zich bij dit platform aan. Op 28 maart 2017 overhandigden zij meer dan 200.000 handtekeningen aan een delegatie van de Tweede Kamer.

## Goedkeuring en ratificatie
Omdat een handelsverdrag als CETA naast Europese bevoegdheden zoals handel ook nationale beleidsdomeinen  betreft zoals consumentenbescherming, doorloopt de goedkeuring verschillende fases, op meerdere niveaus.

### Ontwerpverdrag
De onderhandelingen over het ontwerpverdrag werden een eerste maal met succes afgesloten op de EU-Canada-top van 26 september 2014 in Ottawa.

### Raad
Het lag in de bedoeling om het verdrag goed te keuren tijdens de vergadering van de Raad van de Europese Unie van 21 oktober 2016, in afwachting van ondertekening op de Europees-Canadese top van 27 oktober 2016. Door een weigering van Paul Magnette, minister-president van de Waalse regering, in oktober 2016, daarin gesteund door de Brusselse Regering, kon België echter geen goedkeuring geven in de Raad.. Dat standpunt werd al enige maanden aangehouden en in april geformaliseerd in een resolutie in het Waals Parlement. Na lange en intense onderhandelingen met de Canadese minister van buitenlandse handel Chrystia Freeland en een ultieme bemiddelingspoging van premier Charles Michel en diens Canadese ambtsgenoot Justin Trudeau stelde de Waalse Regering op 20 oktober toch haar veto tegen de ratificatie. Volgens Magnette zou dit naar eigen zeggen "ultraliberale" vrijhandelsakkoord met zijn omstreden Investment Court System niet alleen de Canadese ondernemingen te veel bevoordelen, maar zou het verdrag ook een bedreiging vormen voor de Waalse landbouw en openbare dienstverlening. Terwijl Magnette met deze verzetsdaad vooral in Wallonië en bij andersglobalisten heel wat lofbetuigingen oogstte, lokte zijn 'njet' bij de politieke leiders in Vlaanderen en de Europese Unie vooral (scherpe) kritiek uit. Volgens deze critici is de stugge en protectionistische houding van Magnette veeleer te verklaren als politiek opportunistische profileringsdrang, ingegeven door electorale en communautaire motieven, dan als oprechte principiële ideologische bezorgdheid om de Waalse economie. Zij wijzen daarvoor naar het feit dat de PS tijdens het premierschap van Elio Di Rupo in 2013 en 2014 nooit enig bezwaar maakte tegen de (ontwerp)tekst van het Verdrag, de sterke opmars van de communistische PTB en het voor Wallonië relatief beperkte economische belang van CETA.
Uiteindelijk stemde Magnette, na een nieuwe onderhandelingsfase en het binnenhalen van nog enkele garanties ten voordele van de Waalse landbouwers in de bijlagen van het verdrag, op 28 oktober 2016 dan toch in met de ratificatie van CETA door het Waalse Parlement.
De instemming van de Belgische gewestregeringen was grondwettelijk nodig, na de staatshervormingen. De Waalse bezwaren betroffen vooral de arbitrageregeling, maar ook garanties voor landbouw- en consumentenbelangen (zoals GGO's) en de openbare dienstverlening. Daarom keurden de lidstaten, parallel met de verdragtekst, een aanvullende verklaring (Joint Interpretative Instrument) goed en publiceerde de EU-Commissie een toelichting (declaration). Na toezegging van deze bijkomende verklaringen vanwege Europa gaf Wallonië uiteindelijk op 27 oktober de volmacht. Nog diezelfde avond kwam het akkoord voor het Comité van Permanente Vertegenwoordigers (COREPER) en daags nadien keurde de Raad via een snelle schriftelijke procedure het ontwerpverdrag meteen goed.
In de marge van de goedkeuring werden echter aan het verdrag in totaal 38 aanvullende verklaringen en interpretaties  toegevoegd. Over de juridische draagwijdte van deze aanvullende verklaringen bestaat echter onenigheid: sommigen beschouwen de teksten als een volwaardige aanvulling bij het verdrag, anderen ontkennen dat.
De draagwijdte van deze verklaringen vloeit deels voort uit hun status:
- Het Joint Interpretative Instrument komt tegemoet aan enkele bezwaren tegen de arbitrageregeling en bevestigt het recht van staten om wetgeving (bv. inzake milieu of consumentenbescherming) te introduceren (right to regulate). Het werd ook door Canada goedgekeurd en is dus volgens het Verdrag van Wenen inzake het verdragenrecht een bindende interpretatie van het verdrag.
- De 37 overige verklaringen, opgenomen in een bijlage bij het besluit van de Raad,[12][45] zijn afkomstig van lidstaten, of van EU-instellingen. Zo zijn er verklaringen van de Raad en Commissie inzake bevoegdheidskwesties en garanties van de Commissie voor het in stand houden van de regeling inzake GGO's. Het Verenigd Koninkrijk en Ierland bevestigen hun opt-out recht inzake veiligheid en justitie. Andere landen maken ratificatie afhankelijk van de verdere uitwerking van het verdrag: Griekenland verwijst naar de officiële benaming voor feta-kaas en Bulgarije en Roemenië herhalen hun verzoek om opheffing van de visumverplichtingen. In België werd een intra-Belgisch akkoord getekend[46] waarin de Waalse en Brusselse regeringen aangeven CETA niet voor ratificatie te zullen voorleggen bij een ongewijzigde ICS-arbitrageregeling en in dat geval is de ratificatie van CETA definitief mislukt. België geeft ook aan de verenigbaarheid van CETA met de EU-wetgeving te zullen voorleggen aan het Europees Hof van Justitie. Hoewel deze verklaringen mogelijk niet rechtstreeks bindend zijn, kunnen ze dus wel de ratificatie onmogelijk maken.

### Canada
De plechtige ondertekening tijdens de Europees-Canadese top moest vanwege het ontbreken van de Belgische goedkeuring uitgesteld worden tot 30 oktober 2016. Op 31 oktober diende de Canadese Minister van Handel Chrystia Freeland een wetsontwerp tot implementatie van het verdrag in bij het Canadese parlement.

### Europees Parlement
Het Europees Parlement gaf op 15 februari 2017 zijn goedkeuring aan het verdrag, met 408 stemmen voor, 254 tegen en 33 onthoudingen. Het kon hierover voorafgaand een advies vragen aan het Europees Hof van Justitie, maar een ontwerpresolutie in die zin werd op 23 november 2016 verworpen.

### Ratificatie door de lidstaten
Nadien volgt de ratificatie door de EU-lidstaten en door de Canadese provincies. Het was aanvankelijk niet duidelijk in welke mate deze ratificatie onderworpen is aan parlementaire goedkeuring. Intussen stelde de Europese Commissie op 5 juli 2016 vast dat CETA een gemengd verdrag was, zodat voor ratificatie de goedkeuring van alle landen en daarmee van veel nationale en diverse regionale parlementen vereist is.
Een van de struikelblokken was de visumverplichting voor EU-burgers uit Tsjechië, Bulgarije en Roemenië. Deze landen dringen aan op de opheffing van die verplichting, in ruil voor ratificatie. Met Tsjechië is intussen een akkoord gesloten. Alle bezwaren en opmerkingen van de lidstaten zijn gebundeld in een document met 38 verklaringen, gepubliceerd als bijlage bij het besluit van de Raad.
Deze ratificatie kan echter nog twee jaar of langer duren. Zolang niet alle lidstaten hebben geratificeerd, blijft het – op z'n vroegst vanaf de eerste dag van de tweede maand nadat de EU en Canada elkaar op de hoogte hebben gesteld van hun respectieve ratificaties – bij een voorlopige toepassing. De voorlopige inwerkingtreding geldt alleen voor die domeinen waarop de EU exclusief bevoegd is en niet voor het arbitragebeding (ICS).
Medio 2018 gaf de Italiaanse regeringscoalitie aan de ratificatie van CETA in het parlement te zullen afwijzen, omdat onvoldoende bescherming werd geboden voor Italiaanse regionale benamingen en producten.
 Op 14 oktober 2019 gaf in Nederland de Partij van de Arbeid-fractie in de Eerste Kamer aldaar aan het verdrag te gaan blokkeren.
Het aantal lidstaten dat het verdrag ratificeerde, bedroeg:
- eind 2017: 7
- eind 2018: 4
- eind 2019: 3[57][58]
- eind 2020: 2 (totaal: 16 van de 27).

### Adviesvraag aan Hof van Justitie
Op 6 september 2017 heeft België de opinie van het Hof van Justitie gevraagd over de wettigheid van het Investment Court System, dat buiten de voorlopige toepassing van het verdrag valt. Deze demarche was een van de voorwaarden die het Waals gewest gesteld had om de Belgische goedkeuring niet te blokkeren. Hoewel de Waalse regering korte tijd later viel, zal het Hof zich door het Belgische initiatief moeten uitspreken over de vraag of het ICS compatibel is met:
- de exclusieve bevoegdheid van het Europees Hof van Justitie om Europese wetgeving te interpreteren
- het algemene principe van gelijkheid en het imperatief van het nuttige effect van Europese wetgeving
- het recht op toegang tot rechtbanken
- het recht op onafhankelijke en onpartijdige justitie.

In zijn bindend advies van 30 april 2019 oordeelde het Hof dat CETA geen onwettigheden bevat op deze punten. Het ISDS-systeem respecteert de autonomie van de EU-rechtsorde omdat het de EU niet belet te functioneren overeenkomstig haar constitutioneel kader. Dit oordeel steunt op de bevinding dat de CETA-gerechten zich niet mogen uitspreken over de uitlegging of toepassing van unierechtelijke voorschriften en dat ze niet bevoegd zijn democratisch tot stand gekomen regelgeving ter bescherming van een openbaar belang aan te merken als een oneerlijke of onbillijke behandeling van investeerders die hen recht zou geven op schadevergoeding. Het Hof erkent voorts dat er financiële drempels bestaan voor de toegang tot de rechter van kleine en middelgrote investeerders, maar het gaat ervan uit dat het verdrag niet in werking kan treden zonder dat de Europese Commissie en de Europese Raad hun toezegging waarmaken om deze drempels weg te nemen, zodat er geen strijdigheid wordt vastgesteld.